# Cipriano di Calamizzi
San Cipriano di Calamizzi (Reggio Calabria, 1110 circa – 20 novembre 1190) è stato un abate e religioso italiano, tra i più importanti santi di Reggio Calabria.

## Biografia
Nacque attorno al 1110 da una nobile e ricca famiglia, essendo figlio di un medico anche Cipriano divenne ben presto "esperto della scienza medica" come attestano i biografi.
Tuttavia alla salute fisica egli preferì quella spirituale poiché a 25 anni entrò a far parte dei monaci del Monastero del Santissimo Salvatore di Calanna.
Ma la vita monacale caratterizzata da veglie, lavoro e penitenze non lo rendeva completamente soddisfatto della sua scelta di fede, per cui chiese ed ottenne di praticare vita eremitica. Cipriano si ritirò nei possedimenti del padre alcuni chilometri sopra Pavigliana, sulle colline a Sud-Est di Reggio Calabria, dove sorgeva era una chiesa dedicata a Santa Veneranda martire.
Oggi è possibile vedere una serie di grotte, testimonianza di una presenza attiva di eremiti che qui conducevano vita ascetica in penitenza ed in preghiera, e proprio in queste grotte San Cipriano trascorse venti anni nella più totale solitudine, lavorando attivamente per guadagnarsi da vivere, pregando, meditando e facendo penitenza.
La sua presenza fu presto nota nella vallata, i cui abitanti si recavano dall'eremita per ottenere aiuto per la salute o per l'infermità e alcuni chiedevano di poter restare con lui.
Il caso volle che proprio in quel periodo moriva l'abate Paolo del Monastero di San Nicola di Calamizzi e i monaci che si recavano in pellegrinaggio chiesero a Cipriano di essere loro nuovo abate.
Pensando che questa fosse volontà di Dio, all'età di sessant'anni egli accettò. Divenuto abate, Cipriano favorì notevolmente la vita spirituale e culturale dei monaci, fece restaurare la chiesa del monastero, ne fece costruire il campanile, le celle per i confratelli e il refettorio, inoltre acquistò arredi e libri per la struttura. Ciò attesta che la sua nuova attività non conosceva sosta, infatti il giorno lavorava e curava gli ammalati, la notte pregava per loro, mangiando e dormendo solo a sufficienza.
Un giorno Cipriano cadde dal carro che usava per spostarsi, procurandosi una frattura ad una gamba, il che lo rese invalido per il resto della vita. Dopo aver chiesto perdono a tutti Cipriano morì il 20 novembre 1190. Fu seppellito nella chiesa del monastero, che andò distrutta dal terremoto del 1783 durante il quale i monaci che popolavano l'edificio restarono miracolosamente illesi.

## Curiosità
L'Arcidiocesi di Reggio Calabria-Bova ricorda San Cipriano abate il 20 novembre con memoria obbligatoria.